# Frank Rumscheid
Frank Rumscheid (* 2. September 1960 in Köln) ist ein deutscher Klassischer Archäologe.

## Leben
Frank Rumscheid studierte von 1980 bis 1990 Klassische Archäologie, Ur- und Frühgeschichte, Kunstgeschichte und Alte Geschichte an den Universitäten Köln und Göttingen. Nach einem mehrmonatigen Studienaufenthalt an der Universität Istanbul (1985/1986) als Stipendiat des Deutschen Akademischen Austauschdienstes und des türkischen Erziehungsministeriums wurde Rumscheid 1990 in Göttingen bei Klaus Fittschen mit der Dissertation Untersuchungen zur kleinasiatischen Bauornamentik des Hellenismus promoviert. Nach der Promotion arbeitete er zunächst als wissenschaftlicher Angestellter am Archäologischen Institut in Göttingen und erhielt 1990/1991 das Reisestipendium des Deutschen Archäologischen Instituts.
Anschließend arbeitete Rumscheid als Wissenschaftlicher Angestellter für die Abteilung Istanbul des Deutschen Archäologischen Instituts mit Dienstsitz in Bonn, seit 1993 in Istanbul als Referent für Klassische Archäologie und Fotothek. 1997 wurde er Wissenschaftlicher Assistent am Institut für Klassische Archäologie der Freien Universität Berlin, wo er sich 2002 mit der Schrift Die figürlichen Terrakotten von Priene habilitierte. 2003 bis 2005  war er wissenschaftlicher Mitarbeiter am DFG-Projekt „Mylasa in Karien. Antike Kulturgeschichte im Spiegel archäologischer Denkmäler“ in Berlin, 2005 bis 2006 wissenschaftlicher Mitarbeiter am DFG-Projekt „Priene“ der Universität Frankfurt. 2007 wurde er Professor für Klassische Archäologie an der Universität Kiel und zugleich Direktor der dortigen Antikensammlung. Seit dem Wintersemester 2010/11 lehrt Rumscheid auf einer W3-Professur für Klassische Archäologie an der Universität Bonn.

## Schriften (Auswahl)
- Untersuchungen zur kleinasiatischen Bauornamentik des Hellenismus. Zabern, Mainz 1994 (Dissertation).